# Bernard Forest de Belidor
Bernard Forest de Belidor fou un enginyer francès d'origen català del segle xviii, conegut pels seus treballs d'enginyeria hidràulica i militar.

## Vida
Bernard Forest de Belidor va néixer a Catalunya, fill d'un oficial militar francès enrolat al Regiment de Dragons de l'exèrcit espanyol. Els seus pares van morir quan ell només tenia cinc mesos i va ser adoptat pel seu padrí de cognom Fossiébourg i també militar com el seu pare.
Poc es coneix de la seva infantesa i joventut, fins al punt que alguns biògrafs diuen que va ser educat en un monestir, altres diuen que va ser militar i altres diuen que va col·laborar amb Jacques Cassini i Philippe de la Hire en els seus treballs de mesura del meridià de París fins al Canal de la Mànega.
Per influències del Duc d'Orleans, que confiava en el seu talent, va ser nomenat professor de l'Acadèmia d'Artilleria de La Fère on va publicar uns quants llibres de text sobre enginyeria a partir de 1720. Aquests texts van tenir força èxit i van ser adaptats, traduïts i utilitzats per les escoles militars de tot Europa. A començaments del segle xix encara van ser reeditades per Navier.
Durant la Guerra de Successió Austríaca va acompanyar l'exèrcit francès per Baviera, Itàlia i Bélgica al voltant de 1742.
El 1756 va ser escollit membre de l'Acadèmie Royale des Sciences.

## Obra

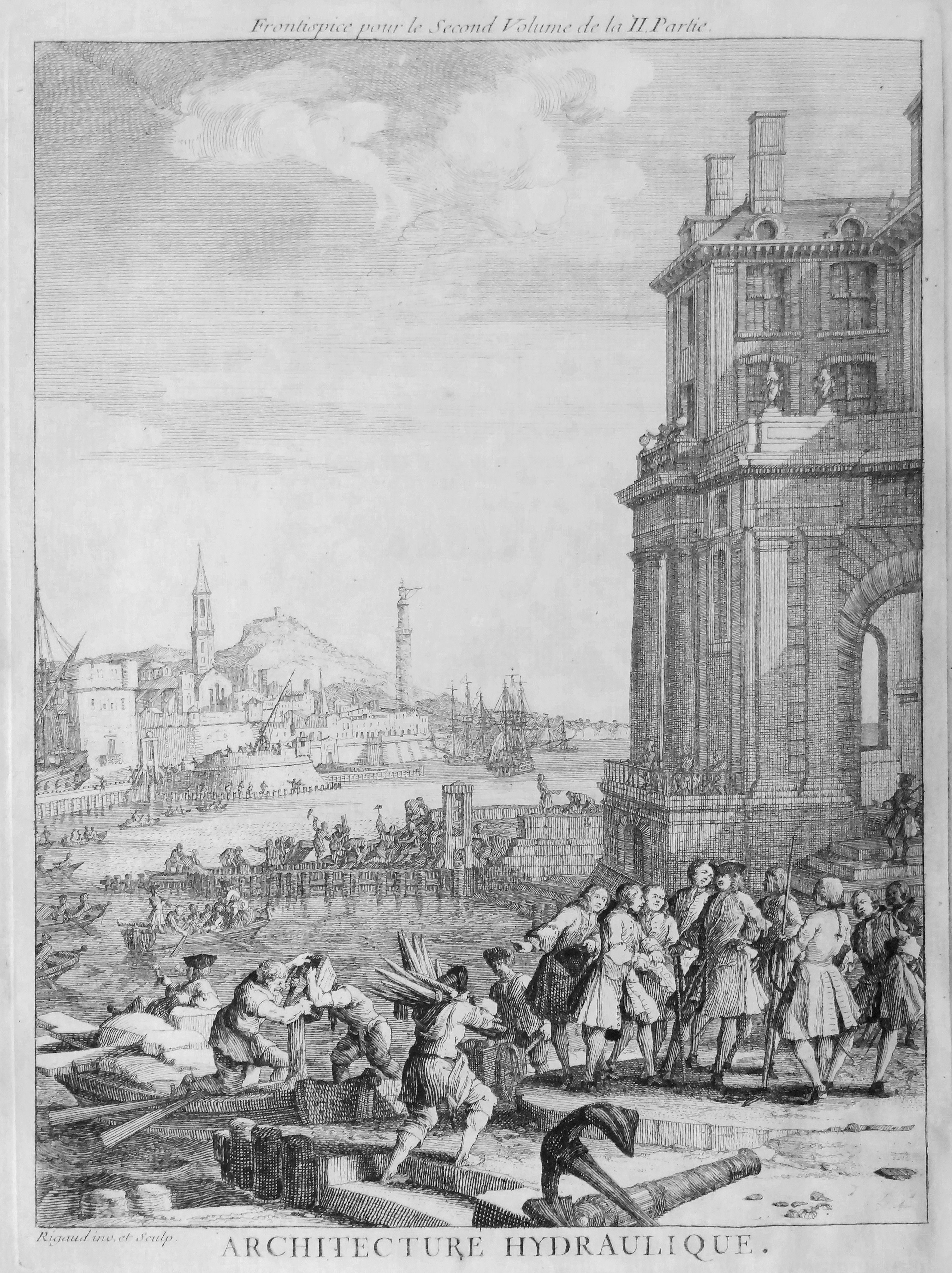
Portada del segon volum de l'Architecture hydraulique (1739)

Els dos tractats més importants de Belidor són:
- Architecture hydraulique, ou l'art de conduire, d'elever et de ménager les eaux pour les différens besoins de la vie, en dos volums publicats el 1737-1739.
- La science des ingénieurs dans la conduite des travaux de fortification et d'architecture civile, 1729.

Les matemàtiques de Belidor eren insuficients per a poder mostrar formalment la mecànica involucrada en els seus procediments, per això, Navier, quan va reeditar els seus llibres el 1813, hi va afegir totes les notes matemàtiques necessàries per a una bona comprensió teòrica. De qualsevol forma, els llibres es van mostrar molt útils com a guies de treball per a enginyers i constructors.
Altres llibres notables que va escriure són:
- Nouveau cours de mathématique à l'usage de l'artillerie et du génie, (1725)
- Le bombardier françois, ou nouvelle méthode de jetter les bombes avec précision, (1731)
- Théorie sur la science des mines propres à la guerre, fondée sur un grand nombre d'expériences, (1756)